# Cephalopholis cyanostigma
Cephalopholis cyanostigma là một loài cá biển thuộc chi Cephalopholis trong họ Cá mú. Loài này được mô tả lần đầu tiên vào năm 1828.

## Từ nguyên
Từ định danh được ghép bởi hai âm tiết trong tiếng Hy Lạp cổ đại: kuáneos (κυάνεος; "xanh lam sẫm") và stígma (στίγμα; "vệt đốm"), hàm ý đề cập đến các đốm màu xanh óng phủ khắp cơ thể loài cá này.

## Phạm vi phân bố và môi trường sống
Từ bán đảo Mã Lai và đảo Sumatra, C. cyanostigma được phân bố rộng khắp vùng biển các nước Đông Nam Á (gồm cả đảo New Guinea), trải dài về phía đông đến Palau và quần đảo Solomon, ngược lên phía bắc đến đảo Đài Loan, xa về phía nam đến Úc và biển San Hô. Ở Việt Nam, C. cyanostigma mới chỉ được ghi nhận tại quần đảo An Thới (Phú Quốc, Kiên Giang).
C. cyanostigma sống tập trung ở những khu vực nhiều san hô phát triển trên các rạn viền bờ và trong các thảm cỏ biển ở độ sâu đến ít nhất là 50 m.

## Mô tả
Chiều dài cơ thể lớn nhất được ghi nhận ở C. cyanostigma là 40 cm. Thân có màu nâu thường đến nâu cam, thường lốm đốm các vệt tròn màu trắng nhạt (có khi là các vệt sọc nhạt như hình), chi chít những chấm màu xanh óng trải đều khắp cơ thể và vây (các đốm này lớn hơn ở vùng đầu và ngực và thấy rõ viền đen hơn). Rìa vây lưng, vây hậu môn và vây đuôi có viền màu xanh óng, dải viền ở rìa vây ngực có màu đỏ cam. Cá con màu nâu đen, các vây có màu vàng (trừ vây ngực đen).
Số gai ở vây lưng: 9; Số tia vây ở vây lưng: 15–17; Số gai ở vây hậu môn: 3; Số tia vây ở vây hậu môn: 8; Số tia vây ở vây ngực: 16–18; Số vảy đường bên: 47–49.

## Sinh học
Thức ăn của C. cyanostigma là những loài cá nhỏ hơn và động vật giáp xác. Tuổi thọ lớn nhất được ghi nhận ở C. cyanostigma là 31 năm tuổi, khiến loài này được xếp vào một torng những loài cá mú sống lâu nhất.

## Thương mại
C. cyanostigma không phải loài được nhắm mục tiêu thương mại trong ngành ngư nghiệp, chủ yếu được đánh bắt thủ công.